# Distrito electoral de Crete (condado de Saline, Nebraska)
Crete (en inglés: Crete Precinct) es un distrito electoral ubicado en el condado de Saline en el estado estadounidense de Nebraska. En el Censo de 2010 tenía una población de 481 habitantes y una densidad poblacional de 5,63 personas por km².

## Geografía
Crete se encuentra ubicado en las coordenadas 40°39′38″N 96°58′3″O / 40.66056, -96.96750. Según la Oficina del Censo de los Estados Unidos, Crete tiene una superficie total de 85.5 km², de la cual 84.24 km² corresponden a tierra firme y (1.47%) 1.26 km² es agua.

## Demografía
Según el censo de 2010, había 481 personas residiendo en Crete. La densidad de población era de 5,63 hab./km². De los 481 habitantes, Crete estaba compuesto por el 93.76% blancos, el 1.46% eran asiáticos, el 3.33% eran de otras razas y el 1.46% pertenecían a dos o más razas. Del total de la población el 4.99% eran hispanos o latinos de cualquier raza.